# Simone Biasci
Simone Biasci (Pontedera, 6 april 1970) is een Italiaans voormalig wielrenner. Bij de junioren was hij Italiaans kampioen op de weg. Zijn grootste overwinning was die van de zevende etappe in de Ronde van Spanje 1994. Na zijn carrière als wielrenner werd hij kortstondig ploegleider bij Cinelli-OPD.

## Belangrijkste overwinningen
1988
 Italiaans kampioen op de weg, Junioren
1990
GP Industria e Commercio Artigianato Carnaghese
Gara Ciclistica Montappone
1991
2e etappe Vredeskoers
1992
Gran Premio Industrie del Marmo
1994
7e etappe Ronde van Spanje
2e en 3e etappe Ronde van Catalonië
1996
2e etappe Euskal Bizikleta
6e etappe Ronde van Asturië
1997
4e etappe Ronde van Mexico
2003
13e etappe Ronde van Cuba
2004
9e etappe Ronde van Tunesië
2005
13e etappe Ronde van Cuba
2006
3e etappe Ronde van Cuba

## Resultaten in voornaamste wedstrijden
| Jaar | Ronde van Italië | Ronde van Frankrijk | Ronde van Spanje |
| ---- | ---------------- | ------------------- | ---------------- |
| 1992 |                  |                     |                  |
| 1993 |                  |                     |                  |
| 1994 |                  |                     | opgave (1)       |
| 1996 |                  | 126e                |                  |
| 1997 | opgave           |                     |                  |

| Jaar | Milaan-San Remo | Ronde van Vlaanderen | Ronde van Lombardije |
| ---- | --------------- | -------------------- | -------------------- |
| 1992 |                 |                      | 39e                  |
| 1993 |                 | 80e                  |                      |
| 1994 | 46e             |                      |                      |
| 1996 |                 |                      |                      |
| 1997 |                 |                      |                      |

## Ploegen
- 1992 –  Mercatone Uno-Zucchini (vanaf 01-07)
- 1993 –  Mercatone Uno-Zucchini
- 1994 –  Mercatone Uno-Medeghini
- 1995 –  Mercatone Uno-Saeco
- 1996 –  Saeco-Estro
- 1997 –  Kross-Selle Italia